# ماهر شرومه
ماهر محمد داوود شرومه لاعب كرة قدم تشادي، يلعب في الهجوم في نادي الريان.

## مسيرة اللاعب
لعب في نادي النجوم ونادي الخليج ونادي العدالة ونادي الاتفاق ونادي الانتصار ونادي التقدم ونادي الريان.

## روابط خارجية
- ماهر محمد شرومة على موقع Soccerway.com (الإنجليزية)